# Monika Gorzewska
Monika Gorzewska (née Naczk le 6 mars 1987 à Słupsk) est une ancienne joueuse de volley-ball polonaise. Elle mesure 1,87 m et jouait au poste de centrale. Elle a mis un terme à sa carrière de volleyeuse professionnelle en 2017. 

## Clubs
| Club            | De        | À         |
| --------------- | --------- | --------- |
| Pałac Bydgoszcz | 2004-2005 | 2008-2009 |
| Trefl Sopot     | 2009-2010 | 2009-2010 |
| Pałac Bydgoszcz | 2010-2011 | 2010-2011 |
| PTPS Piła       | 2011-2012 | 2012-2013 |
| Pałac Bydgoszcz | 2013-2014 | 2013-2014 |
| Wisła Varsovie  | 2015-2016 | 2016-2017 |

## Palmarès
- Championnat de Pologne
  - Finaliste : 2005.